# エールフランス358便事故

赤い実線が事故機の進入経路。なお点線は本来通るべき進入経路

エールフランス358便事故（エールフランスさんびゃくごじゅうはちびんじこ）は、2005年8月2日にカナダで発生した航空機事故である。
悪天候の中でトロント・ピアソン国際空港に着陸を試みたエールフランスの358便（エアバスA340）が滑走路をオーバーランし、43人の負傷者が出た。

## 事故当日のエールフランス358便
- 使用機材：エアバスA340-313X
  - 機体番号:F-GLZQ（1999年製造）
- コールサイン：エールフランス(AirFrans) 358
- 運行経路
  - 出発　フランス/パリ・シャルル・ド・ゴール国際空港
  - 到着　カナダ/オンタリオ州 トロント・トロント・ピアソン国際空港
- 乗員：12名
- 乗客：297名

## 事故の経緯
2005年8月2日、エールフランス358便は悪天候による待機旋回後雷雨の中をトロント・ピアソン国際空港の滑走路24Lに着陸したが、滑走路内で止まることができずに滑走路終端から300メートルほどオーバーランした。機体は大破し、漏れ出た燃料により火災が発生した。脱出する際に使う避難シュートのうち2つが起動せず、一部の乗客は地面から2メートル近くの高さから飛び降りて脱出した。乗員乗客309人は全員緊急脱出に成功した。12人が重傷、31人が軽傷を負った。
事故が起こって52秒後には緊急対応チームが到着しており、迅速な消火・救助活動が行われた。また事故がハイウェイの近くで起こったこともあり、道路を走っていた一部のドライバーがパイロットを含む負傷者を自分の車で直接病院まで搬送した。
機体は火災により全損した。この事故は、エアバスA340の運航中で初の全損事故である。負傷者は出たが乗員乗客全員が生還したことでカナダの運輸大臣であるジャン・ラピエールはこの事故を奇跡と呼び、各メディアは「トロントでの奇跡」などと呼んだ。

## 乗客
乗客は297人で内訳は、成人男性168名、成人女性118名、子供8名、乳幼児3名だった。また3名が車椅子の乗客で、1名は盲目だった。乗客はビジネスマンや行楽客や学生で構成されていた。
| 国籍           | 乗客 |
| -------------- | ---- |
| カナダ         | 104  |
| フランス       | 101  |
| インド         | 8    |
| イタリア       | 19   |
| イギリス       | 7    |
| アメリカ合衆国 | 14   |
| ドイツ         | 1    |
| イスラエル     | 1    |
| メキシコ       | 1    |
| トルコ         | 1    |
| 不明           | 36   |
| 総計           | 297  |

## 事故原因
カナダ運輸安全委員会（英語: Transportation Safety Board of Canada、略称TSB）の事故調査によって、エンジン、ブレーキ、スポイラー、逆推力装置には問題がなかったことが判明した。また事故当時は強風と豪雨という悪天候だったが、それだけではオーバーランは起こらないとされた。その後の調査によって、以下の要因が判明した。

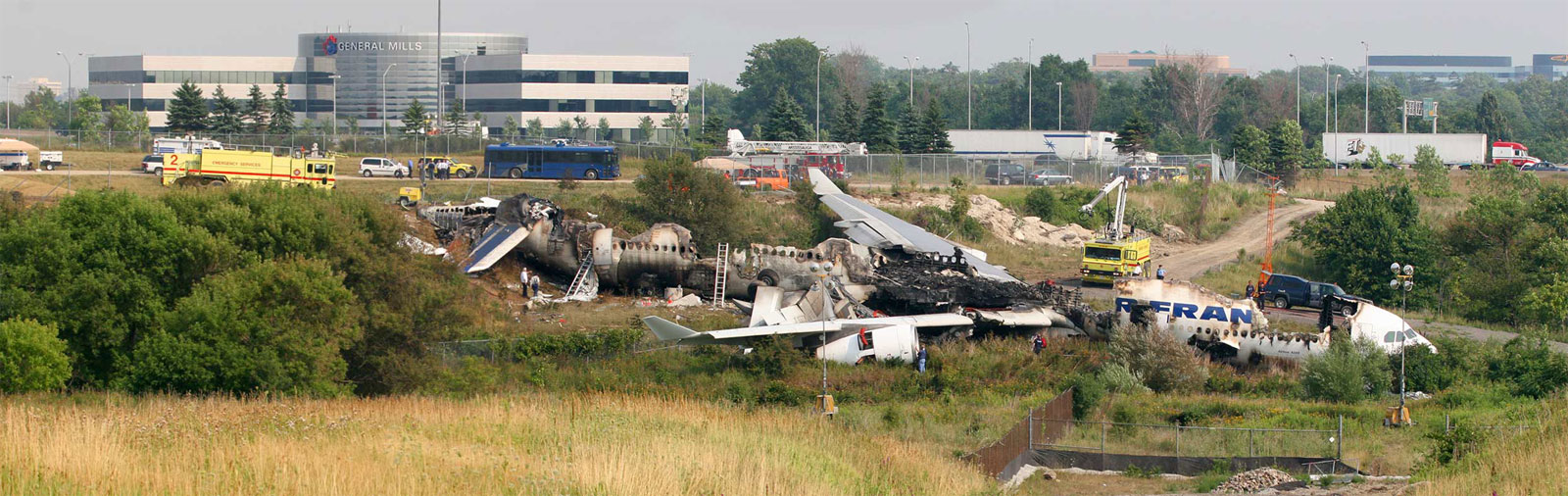
焼損した事故機

- 地上300フィート (91 m)で風が向かい風から追い風に変わった。
- 激しい豪雨の中を着陸したため、視程が著しく低下していた。
- パイロットはゴーアラウンドという選択を失念しており、着陸することだけを考えていた。
- 操縦を担当していないパイロットは着陸進入中に逆推力装置とスポイラーに関するコールアウトをしなかった。
- パイロットは雷雨の中を着陸するにもかかわらず、必要な着陸距離を確実には計算していなかった。
- 滑走路端の地形が航空機を大きく損傷させ、負傷者を増やす結果となった。

TSBは最終報告書において、原因はパイロットエラーと結論付けた。事故機は当時約2,700 mの滑走路が割り当てられていたが、これは空港内で最も短い滑走路であった。さらにパイロットはILSを使っていなかったにもかかわらず、降下率を見誤り滑走路の中央付近に接地してしまい、滑走路の残りは1,200 m程しかなかった。そしてコールアウトが遅れ、逆推力装置とスポイラーの起動が遅れ、減速が間に合わなかった。操縦士はフルブレーキをかけたが間に合わず、滑走路をオーバーランした。
滑走路端の地形については、1978年に発生したエア・カナダ189便の事故の際に滑走路の先に川岸があることが疑問視されたが、対策は行われていなかった。

## 余波
事故後、エールフランスから乗客に1000～3700カナダドルと無料往復航空券が与えられた。その後エールフランスは1200万ドルの和解金や、空港を管理するカナダ連邦政府と裁判を行った。
現在358便はこのルートでは使われなくなり、今は356便としてボーイング777-200ERが使われている。

## この事故を扱った作品
- 『メーデー!:航空機事故の真実と真相』第4シーズン第1話「MIRACLE ESCAPE」
- 『奇跡体験!アンビリバボー』2010年7月1日放送
- 『 ザ・ベストハウス123』2011年9月14日放送
- 『 実録世界のミステリー』2013年3月4日放送
- 『 トリハダ㊙スクープ映像100科ジテン』2013年7月16日放送
- 『世界が騒然!本当にあった㊙衝撃ファイル』2024年4月16日放送